# Podismopsis maximpennis
Podismopsis maximpennis är en insektsart som beskrevs av Zhang, Fengling och Bingzhong Ren 1993. Podismopsis maximpennis ingår i släktet Podismopsis och familjen gräshoppor. Inga underarter finns listade i Catalogue of Life.